# 사카풀텍어
사카풀텍어(Sakapultek, Sakapulteco)는 과테말라의 사카풀텍족이 사용하는 마야어족 언어이다. 키체어와 가까운 관계이다. 과테말라 키체주의 사카풀라스(Sacapulas)와 과테말라시 등에 약 15,000명의 화자가 있다.